# Skam
Skam és una sèrie noruega de televisió per Internet de drama adolescent sobre la vida diària dels adolescents de l'escola Hartvig Nissen, un gymnasium en el ric districte de Frogner a West End Oslo. Va ser produïda per NRK P3, que forma part de l'emissora pública noruega NRK.
Skam segueix a un nou personatge principal cada temporada. Mentre es transmetia, un nou clip, conversa o missatge de mitjans socials es publicava diàriament en temps real en la pàgina web de NRK. Cada temporada s'ha centrat en temes particulars, que van des de les dificultats en les relacions, la identitat, els trastorns alimentaris, l'agressió sexual, l'homosexualitat, el ciberassetjament, els problemes de salut mental, la religió i l'amor prohibit.
Malgrat que no va haver-hi promoció abans del seu llançament en 2015, Skam va batre rècords d'audiència. El seu episodi d'estrena es troba entre els més vistos de la història de NRK, i a mitjans de la segona temporada, va ser responsable de la meitat del trànsit de NRK. En la tercera temporada, va batre tots els rècords de transmissió a Noruega i també rècords d'audiència en els països veïns com Dinamarca, Suècia i Finlàndia, i va atreure a una activa comunitat internacional de fans en les xarxes socials, on els fans van promoure les traduccions. La sèrie va ser repetidament objecte de titulars internacionals pel seu augment de popularitat a tot el món, i els actors que hi participaven es van fer famosos a tot el món. No obstant això, no s'esperava aquesta popularitat internacional, ja que la indústria musical requeria el geobloqueig del lloc web de NRK pel fet que els contractes de llicència de música estaven restringits només al públic noruec. La sèrie es va acabar després de la seva quarta temporada en 2017, segons s'informa a causa de l'alta exigència i estrès que suposava la producció de cinquena temporada per a la creadora Julie Andem.
Skam va rebre elogis de la crítica i un reconeixement significatiu pel seu retrat de l'abús sexual en la segona temporada i l'homosexualitat en la tercera. La sèrie també va ser elogiada per les seves contribucions a la promoció de l'idioma i la cultura noruecs a nivell internacional, així com pel seu singular format de distribució, adoptant una nova estratègia de distribució en temps real, de gran compromís i basada en fragments, en lloc de la rigidesa i els horaris de televisió. Va rebre múltiples premis noruecs al llarg de la seva trajectòria, sent guardonada per la seva narrativa dramàtica, el seu innovador format de narració, la seva escriptura, la seva realització i les seves actuacions d'actors. L'èxit de la sèrie ha donat lloc a una versió estatunidenca dirigida per la creadora de Skam, Julie Andem, així com a múltiples remakes amb èxit en França, Espanya, Alemanya, els Països Baixos, Itàlia, Bèlgica, el Perú, Argentina, Equador, Xile i Brasil quatre llibres amb guions originals, preses falses i obres de teatre.

## Repartiment
Els següents són els personatges de la sèrie, els actors que els interpreten i el seu rol per temporada.
| Eva Kviig Mohn                          | Lisa Teige               | Central      | Protagonista | Recurrent    | Protagonista |
| Noora Amalie Sætre                      | Josefine Frida Pettersen | Protagonista | Central      | Recurrent    | Protagonista |
| Isak Valtersen                          | Tarjei Sandvik Moe       | Protagonista | Recurrent    | Central      | Protagonista |
| Sana Bakkoush                           | Iman Meskini             | Protagonista | Protagonista | Protagonista | Central      |
| Christina "Chris" Berg                  | Ina Svenningdal          | Protagonista | Protagonista | Recurrent    | Protagonista |
| Vilde Hellerud Lien                     | Ulrikke Falch            | Protagonista | Protagonista | Recurrent    | Protagonista |
| Jonas Noah Vasquez                      | Marlon Langeland         | Protagonista | Recurrent    | Protagonista | Recurrent    |
| William Magnusson                       | Thomas Hayes             | Recurrent    | Protagonista |              | Convidat     |
| Eskild Tryggvasson                      | Carl Martin Eggesbø      |              | Protagonista | Protagonista | Recurrent    |
| Even Bech Næsheim                       | Henrik Holm              |              |              | Protagonista | Recurrent    |
| Magnus Fossbakken                       | David Stakston           | Convidat     | Convidat     | Protagonista | Recurrent    |
| Mahdi Disi                              | Sacha Kleber Nyiligira   |              |              | Protagonista | Recurrent    |
| Yousef Acar                             | Cengiz Al                |              |              |              | Protagonista |
| Christoffer "Penetrator-Chris" Schistad | Herman Tømmeraas         | Recurrent    | Recurrent    | Convidat     | Convidat     |
| Ingrid Theis Gaupseth                   | Cecilie Martinsen        | Recurrent    | Recurrent    | Convidat     | Recurrent    |
| Sara Nørstelien                         | Kristina Ødegaard        | Recurrent    | Recurrent    | Convidat     | Recurrent    |
| Linn Larsen Hansen                      | Rakel Øfsti Nesje        |              | Recurrent    | Recurrent    | Recurrent    |
| Mari Aspeflaten                         | Liv-Anne Trulsrud        |              | Recurrent    |              | Convidat     |
| Emma W. Larzen                          | Ruby Dagnall             |              |              | Recurrent    | Convidat     |
| Mikael Øverlie Boukhal                  | Yousef Hjelde Elmofty    |              |              | Convidat     | Recurrent    |
| Elias Bakkoush                          | Simo Mohamed Elhbabi     |              |              |              | Recurrent    |
| Adam Malik                              | Adam Ezzari              |              |              |              | Recurrent    |
| Mutasim Tatouti                         | Mutasim Billah           |              |              |              | Recurrent    |